# Curitibanos
Curitibanos este un oraș în Santa Catarina (SC), Brazilia.